# Luis de Salazar y Castro
Luis Bartolomé de Salazar y Castro (Valladolid, 4 de septiembre de 1658 - Madrid, 1734), llamado por algunos el príncipe de los genealogistas, es uno de los más citados cronistas españoles. La colección de documentos que reunió a lo largo de toda su vida, conservada en la Real Academia de la Historia de España, es una de las fuentes básicas para la investigación de los linajes ibéricos.

## Biografía
Su fecha de natalicio es muy discutida, porque se conservan dos partidas de nacimiento con los mismos padres, una en Pancorbo, provincia de Burgos, donde sus padres seguían un pleito, del 17 de noviembre de 1657, y otra del 4 de septiembre de 1658 en Valladolid; que el primer vástago falleciera en su primera infancia y le quisieran poner su mismo nombre al vástago siguiente poco cuesta de creer y existen precedentes al respecto, así que puede tenerse por muy cierto que naciera realmente el 4 de septiembre de 1658 en Valladolid, pero en el seno de una familia hidalga burgalesa. 
En 1686 consiguió el hábito de caballero de la Orden de Calatrava, en la que llegaría a ser comendador de Zorita de los Canes y procurador. Fue de la Real Cámara. En 1689 el rey Carlos II le otorgó la sucesión del cargo de Cronista General de España e Indias, a cargo de la Biblioteca Real, los que desempeñó desde 1697 hasta su muerte en 1734. Su casa fue el centro intelectual de los nobles de la corte de Felipe V. Fue enterrado en la iglesia de Montserrat de Madrid.
Escribió más de treinta obras sobre heráldica y genealogía, entre ellas:
- Catálogo historial genealógico de la Casa de Fernán Núñez de 1682;
- Historia genealógica de la Casa de Silva, dos volúmenes terminados en 1685;
- Historia genealógica de la Casa de Lara, cuatro volúmenes redactados entre 1694 y 1697;
- Índice de las glorias de la Casa Farnese de 1716.

Su obra sobre la Casa de Lara es una referencia indispensable para el estudio de los antecedentes de esos poderosos nobles españoles.

## La Colección Salazar y Castro
A lo largo de toda su vida archivó meticulosamente tanto los documentos originales que pudo conseguir como transcripciones de los que pasaron por sus manos, a muchos de los cuales tuvo acceso cuando era informante para los expedientes de designación de los caballeros de la Orden de Calatrava. Estos documentos incluyen testamentos, fundaciones de mayorazgos, capitulaciones matrimoniales, probanzas ante órdenes militares, actuaciones gubernamentales, relaciones internacionales de los reinos de Castilla y Aragón, fueros y privilegios del Reino de Valencia, crónicas e historia de los reyes de España y muchos otros. Contiene documentos desde la Edad Media hasta 1734, fecha de su fallecimiento.
Estos documentos fueron donados al monasterio benedictino de Montserrat de Madrid y se encuentran actualmente archivados en la Real Academia de la Historia de España, donde su catálogo, disponible en Índice Digitalizado, ocupa 49  tomos y contiene 78.584 entradas.